# اچ‌ام‌اس وندال (پی۶۴)
اچ‌ام‌اس وندال (پی۶۴) (به انگلیسی: HMS Vandal (P64)) یک زیردریایی بود که طول آن ۵۸٫۲۲ متر (۱۹۱٫۰ فوت) بود. این زیردریایی در سال ۱۹۴۲ ساخته شد.